# Fédération Sportive Féminine Internationale
Die Fédération Sportive Féminine Internationale (FSFI) war von 1921 bis 1936 die führende Organisation des internationalen Frauensports.

## Geschichte
Die Fédération Sportive Féminine Internationale wurde am 31. Oktober 1921 von Vertreterinnen Großbritanniens, Frankreichs, Italiens, der Tschechoslowakei und der USA gegründet und hatte vor allem die Anerkennung der Frauenleichtathletik zum Ziel. Wichtigste Ergebnisse ihrer Tätigkeit sind die Veranstaltung der Frauen-Weltspiele (1922 bis 1934) sowie die Registrierung von Weltrekorden. Nach der Zulassung Deutschlands im Jahre 1926 war es das mit Abstand sportlich erfolgreichste Land. In Deutschland standen dagegen die verschiedenen Sportverbände im Wettbewerb miteinander und übernahmen bereitwillig die Trainingsprinzipien der Männer.
Präsidentin der FSFI war die Französin Alice Milliat (1884–1957), Vizepräsident der Deutsche Walter Bergmann.
Unter dem Druck der FSFI wurde Frauen die Teilnahme an den Leichtathletikwettbewerben der Olympischen Spiele 1928 erlaubt, allerdings wurde die Forderung der FSFI nach zehn Leichtathletikwettbewerben für Frauen bei Olympischen Spielen nicht erfüllt. Die FSFI veranstaltete deshalb 1930 und 1934 weitere Frauen-Weltspiele als Konkurrenz zu den Olympischen Spielen. Die, vierte und letzte derartige Veranstaltung hielt man im August 1934 in London ab.
1936 wurde die FSFI auf Druck des Internationalen Olympischen Komitees aufgelöst.
Zuletzt gehörten der FSFI 30 Länder an:
- seit 1921: Frankreich, Großbritannien, Italien, Tschechoslowakei, USA
- seit 1922: Schweiz
- seit 1924: Belgien, Jugoslawien, Kanada, Litauen
- seit 1925: Lettland, Schweden
- seit 1926: Deutschland, Japan, Luxemburg, Österreich, Polen
- seit 1928: Argentinien, Estland, Griechenland, Niederlande, Rumänien, Südafrika
- seit 1930: Australien, Neuseeland, Palästina, Polen, Ungarn
- seit 1936: Irland, Norwegen, Rhodesien